# Dan Cramling
Dan Cramling (né le 5 février 1959, à Stockholm) est un joueur d'échecs suédois joueur d'échecs, maître international depuis  1982.

## Biographie
Il est le frère aîné du grand maître Pia Cramling et oncle d'Anna Cramling Bellon.

## Palmarès
Dan Cramling remporte le championnat de Suède d'échecs en 1981. Il fut aussi troisième de ce championnat en 1979 et premier ex æquo de la Rilton Cup 1991-1992 en Suède.